# Кубок Президента Ємену з футболу 2017
Кубок Президента Ємену з футболу 2017 — 16-й розіграш кубкового футбольного турніру у Ємені. Титул володаря кубка вперше здобув Аль-Вахда (Аден).

## 1/8 фіналу
| Команда 1         | Рахунок      | Команда 2       |
| ----------------- | ------------ | --------------- |
| 20 листопада 2017 |              |                 |
| Аль-Шула          | 6:0          | Аль-Наср (Аден) |
| 21 листопада 2017 |              |                 |
| Аль-Тілал         | 7:0          | Мінаа           |
| Аль-Вахда (Аден)  | 3:0          | Аль-Джалаа      |
| Аль-Фахам         | 0:0 пен. 6:5 | Аль-Джазіра     |
| 22 листопада 2017 |              |                 |
| Аль-Равда         | 2:2 пен. 4:2 | Аль-Айн         |
| Аль-Інтілак       | 1:1 пен. 5:4 | Аль-Шарара      |
| Шабаб (Мансура)   | 2:0          | Кханфар         |
| 23 листопада 2017 |              |                 |
| Шамсан            | 3:0          | Наср (Дхале)    |

## 1/4 фіналу
| Команда 1         | Рахунок      | Команда 2   |
| ----------------- | ------------ | ----------- |
| 24 листопада 2017 |              |             |
| Аль-Вахда (Аден)  | 2:0          | Аль-Шула    |
| Аль-Фахам         | 0:0 пен. 6:5 | Аль-Тілал   |
| 25 листопада 2017 |              |             |
| Шабаб (Мансура)   | 1:0          | Аль-Равда   |
| Шамсан            | 5:2          | Аль-Інтілак |

## 1/2 фіналу
| Команда 1         | Рахунок  | Команда 2       |
| ----------------- | -------- | --------------- |
| 27 листопада 2017 |          |                 |
| Аль-Вахда (Аден)  | 3:1      | Шабаб (Мансура) |
| Шамсан            | 1:1 пен. | Аль-Фахам       |

## Фінал
| Команда 1         | Рахунок | Команда 2 |
| ----------------- | ------- | --------- |
| 29 листопада 2017 |         |           |
| Аль-Вахда (Аден)  | 1:0     | Шамсан    |